# Lord Willin'
Lord Willin' è il secondo album del duo hip hop statunitense Clipse, pubblicato il 20 agosto del 2002 e distribuito da Star Trak e Arista. L'album, registrato tra Atlanta e Virginia Beach, diviene un grande successo in patria sia di critica sia di pubblico, raggiungendo il quarto posto nella Billboard 200 e il primo nella classifica degli album hip hop. Il lavoro d'esordio dei Clipse è prodotto dai Neptunes e vede le partecipazioni di Jadakiss, Styles P, Fabolous, Jermaine Dupri e Faith Evans. Nelle tracce bonus sono presenti anche Birdman, Lil Wayne, N.O.R.E. e Sean Paul.
Il primo ottobre 2002, la RIAA lo certifica disco d'oro.
| Recensione                    | Giudizio |
| ----------------------------- | -------- |
| AllMusic                      | [ 3 ]    |
| Blender                       | [ 4 ]    |
| The Boston Phoenix            | [ 5 ]    |
| Muzik                         | [ 6 ]    |
| Entertainment Weekly          | B+       |
| Rolling Stone                 | [ 8 ]    |
| The Rolling Stone Album Guide | [ 9 ]    |
| USA Today                     | [ 10 ]   |
| Spin                          | [ 11 ]   |
| Los Angeles Times             | [ 12 ]   |

## Tracce
1. Intro – 2:16
2. Young Boy – 4:25
3. Virginia – 3:57
4. Grindin' – 4:24
5. Cot Damn (featuring Ab-Liva & Rosco P. Coldchain) – 5:01
6. Ma, I Don't Love Her (featuring Faith Evans) – 4:17
7. FamLay Freestyle (featuring Fam-Lay) – 1:57
8. When the Last Time – 4:14
9. Ego – 2:48
10. Comedy Central (featuring Fabolous) – 4:33
11. Let's Talk About It (featuring Jermaine Dupri) – 5:10 (musica: The Neptunes, Jermaine Dupri (missaggio))
12. Gangsta Lean – 5:20
13. I'm Not You (featuring Jadakiss, Styles P & Rosco P. Coldchain) – 4:18

Durata totale: 52:40
Tracce bonus
1. Grindin' (Remix) (featuring Birdman, Lil Wayne & N.O.R.E.) – 4:17
2. Grindin' (Selector Remix) (featuring Sean Paul, Bless & Kardinal Offishall) – 3:47

## Classifiche

### Classifiche settimanali
| Classifica (2002)         | Posizione massima |
| ------------------------- | ----------------- |
| Stati Uniti               | 4                 |
| US Top R&B/Hip-Hop Albums | 1                 |

### Classifiche di fine anno
| Classifica (2002)         | Posizione massima |
| ------------------------- | ----------------- |
| Stati Uniti               | 127               |
| US Top R&B/Hip-Hop Albums | 36                |
| Classifica (2003)         | Posizione massima |
| US Top R&B/Hip-Hop Albums | 90                |